# Bruxelles-Ingooigem 1963
La Bruxelles-Ingooigem 1963, sedicesima edizione della corsa, si svolse il 12 giugno su un percorso di 208 km, con partenza da Bruxelles e arrivo a Ingooigem. Fu vinta dal belga Willy Schroeders della squadra G.B.C.-Libertas davanti ai connazionali Louis Proost e Georges Decraeye.

## Ordine d'arrivo (Top 10)
| Pos. | Corridore        | Squadra                     | Tempo    |
| ---- | ---------------- | --------------------------- | -------- |
| 1    | Willy Schroeders | G.B.C.-Libertas             | 5h03'00" |
| 2    | Louis Proost     | Solo-Terrot-Van Steenbergen | a 1'40"  |
| 3    | Georges Decraeye | Wiel's-Groen Leeuw          | a 1'47"  |
| 4    | Robert Seneca    | Solo-Terrot-Van Steenbergen | s.t.     |
| 5    | Jozef Schils     |                             | s.t.     |
| 6    | Daniel Doom      | Wiel's-Groen Leeuw          | s.t.     |
| 7    | Rik Van Looy     | G.B.C.-Libertas             | a 1'52"  |
| 8    | Leopold Rosseel  | Ruberg-Liga                 | s.t.     |
| 9    | Edgard Sorgeloos | G.B.C.-Libertas             | s.t.     |
| 10   | Leon Sebregts    | Dr. Mann Labo               | a 1"     |